# Kevin Ridley
Kevin Ridley est un ingénieur du son, producteur et musicien britannique né en 1957. Il est le chanteur du groupe Skyclad.

## Biographie
Kevin Ridley naît le 24 octobre 1957 dans le comté de Northumberland. Il se produit déjà sur scène à l'adolescence dans les pubs et clubs du coin. Il s'installe à Newcastle au milieu des années 1980. Il commence alors à travailler au Impulse Studios. Son propriétaire David Wood possède aussi le label Neat Records sur lequel sont signés des groupes de la NWOBHM. Ses premières productions pour Neat sont les EPs Queen of Death et Conductors of Noize d'Atomkraft, le premier groupe de Tony Dolan.
Il retrouve Dolan en 1989 pour l'enregistrement de Prime Evil de Venom. Il produit peu après le premier album de Cronos, le nouveau groupe de Conrad Lant. Il reste un collaborateur de Venom et de ses anciens membres jusqu'à l'album solo d'Abbadon en 2000. Venom n'est pas le seul groupe produit par Ridley à faire le lien entre le Heavy metal et le Punk. Il travaille aussi dans les années 1980 et 1990 avec Killers, Warfare, et Warhead, projet qui rassemble Würzel ainsi que des membres de Warfare et Tank.
Neat Records est vendu à Sanctuary en 1995. Ridley travaille alors déjà avec un autre label de Newcastle, Bleeding Hearts Records.

### Skyclad
En 1991, il est derrière les manettes pour le premier album de Skyclad. Ce tout nouveau groupe comprend alors au chant Martin Walkyier (en) de Sabbat ainsi que le guitariste Steve Ramsey (en) et le bassiste Graeme English, deux anciens membres de Satan. Non-content d'en produire tous les albums, ainsi que le troisième opus de Pariah, Kevin Ridley rejoint Skyclad en 1998 à la guitare rythmique et acoustique. Il devient le nouveau chanteur et parolier du groupe à la suite de la séparation avec Martin Walkyer en 2001. Il est aussi le principal parolier et co-compositeur avec Ramsey.

### Autres projets musicaux
Kevin Ridley est membre de Screen Idols à la fin des années 80 et de Forgodsake (en) dans les années 90. Il joue aussi sur l'album d'Abaddon en 2000. Screen Idols fait paraître son album Follow Your Heart en 1988. Les deux albums de Fordgodsake, Blasthead et Gunk, sont publiés par Bleeding Hearts Records en 1993 et 1996. 
Ridley fait paraître un album solo titré Flying In The Face Of Logic en 2011. Il y explore une dimension plus acoustique alors que Skyclad se concentre sur une direction plus « heavy ». Il se charge lui-même de la production tout comme avec Skyclad et ses groupes précédents.

## Discographie

### En tant qu'interprète
| Groupe       | Titre,                      | Année |
| ------------ | --------------------------- | ----- |
| Screen Idols | Follow Your Heart           | 1988  |
| Fordgodsake  | Blasthead                   | 1993  |
| Fordgodsake  | Gunk                        | 1996  |
| Skyclad      | Vintage Whine               | 1999  |
| Skyclad      | Folkémon                    | 2000  |
| Abbadon      | I Am Legion                 | 2000  |
| Skyclad      | Swords Of A Thousand Men    | 2001  |
| Skyclad      | No Daylights… Nor Heeltaps  | 2002  |
| Skyclad      | In the... All Together      | 2004  |
| Skyclad      | Jig-a-Jig                   | 2006  |
| Skyclad      | In The… All Together        | 2009  |
| Kevin Ridley | Flying In The Face Of Logic | 2011  |
| Skyclad      | Forward into the Past       | 2017  |

### En tant que producteur et ingénieur du son
| Groupe               | Titre,                             | Année |
| -------------------- | ---------------------------------- | ----- |
| Atomkraft            | Queen Of Death                     | 1986  |
| Atomkraft            | Conductors of Noize                | 1987  |
| Toranaga             | Bastard Ballads                    | 1988  |
| Screen Idols         | Follow Your Heart                  | 1989  |
| Spook and the Ghouls | Whitechapel Murders                | 1989  |
| Warfare              | Hammer Horror                      | 1989  |
| Talion               | Killing The World                  | 1989  |
| Venom                | Prime Evil                         | 1989  |
| Toranaga             | God's Gift                         | 1990  |
| Cronos               | Dancing in the Fire                | 1990  |
| Venom                | Tear Your Soul Apart               | 1990  |
| Skyclad              | The Wayward Sons of Mother Earth   | 1991  |
| Equinox              | Xerox Success                      | 1991  |
| Venom                | Temples of Ice                     | 1991  |
| Drill                | Skin Down                          | 1991  |
| Skyclad              | A Burnt Offering for the Bone Idol | 1992  |
| Venom                | The Waste Lands                    | 1992  |
| Dead Flowers         | Moontan                            | 1992  |
| Tormé                | Demolition Ball                    | 1992  |
| Drill                | White Finger                       | 1992  |
| Skyclad              | Tracks from the Wilderness         | 1992  |
| Balaam and the Angel | Prime Time                         | 1992  |
| Skyclad              | Jonah's Ark                        | 1993  |
| Skyclad              | Prince of the Poverty Line         | 1994  |
| Forgodsake           | Blasthead                          | 1994  |
| Last Great Dreamers  | Retrosexual                        | 1994  |
| Killers              | Menace to Society                  | 1994  |
| Greedsville          | Casino Royale                      | 1994  |
| Venom                | In The Name of Satan               | 1994  |
| Templegate           | Innocence                          | 1994  |
| Vodoo Sioux          | S.K.R.A.P.E.                       | 1994  |
| Dreamgrinder         | Agents of the Mind                 | 1994  |
| Skyclad              | The Silent Whales of Lunacy        | 1995  |
| Anathema             | The Silent Enigma                  | 1995  |
| Warhead              | Warhead                            | 1995  |
| Pariah               | Unity                              | 1995  |
| Forgodsake           | Gunk                               | 1996  |
| Skyclad              | Irrational Anthems                 | 1996  |
| Skyclad              | Oui Avant-garde á Chance           | 1996  |
| Skyclad              | The Answer Machine?                | 1997  |
| Venom                | Cast in Stone                      | 1997  |
| Reign                | Control Over Anger                 | 1997  |
| Skyclad              | Vintage Whine                      | 1998  |
| Abaddon              | I Am Legion                        | 2000  |
| Skyclad              | Folkémon                           | 2000  |
| Skyclad              | No Daylights... Nor Heel Taps      | 2002  |
| Skyclad              | A Semblance of Normality           | 2004  |
| Skyclad              | Jig-a-Jig                          | 2006  |
| Skyclad              | In the... All Together             | 2009  |
| Kevin Ridley         | Flying in the Face of Logic        | 2011  |
| Skyclad              | Forward into the Past              | 2017  |